# Peter Caesar

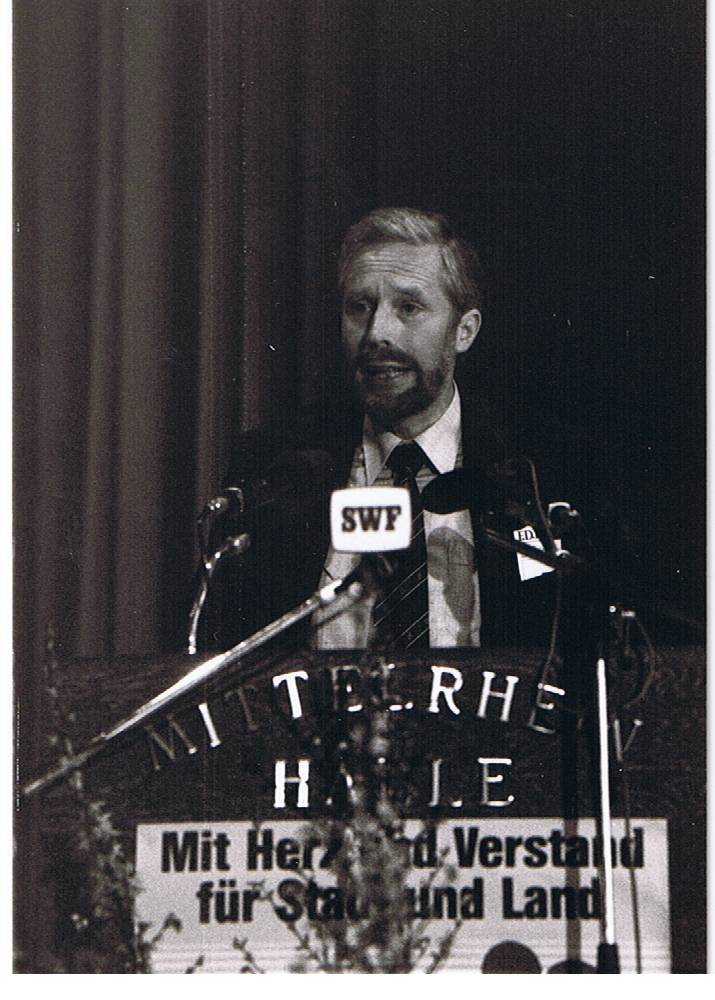
Peter Caesar beim Kommunalpolitischen Kongress 1989 in Andernach

Peter Caesar (* 30. November 1939 in Oldenburg; † 30. Dezember 1999 in Idar-Oberstein) war ein deutscher Politiker (FDP).

## Ausbildung und Beruf
Peter Caesar war verheiratet und hatte zwei Söhne. Er besuchte die Volksschule in Oldenburg und die Gymnasien in Oldenburg, Bonn und Kelkheim, wo er 1960 das Abitur ablegte. Nach dem Wehrdienst studierte er 1962 bis 1966 Rechtswissenschaften an der Freien Universität in Berlin und an der Rheinischen Friedrich-Wilhelms-Universität in Bonn. 1966 legte er das Erste Staatsexamen ab und machte sein Referendariat im Bezirk des Oberlandesgerichts Koblenz. Nach der Zweiten Juristischen Staatsprüfung war er von 1969 bis 1987 Rechtsanwalt in Idar-Oberstein.

## Politik
Seit 1970 war er Mitglied der FDP Rheinland-Pfalz. Dort war er ab 1983 Mitglied des Landesvorstands der FDP. 1990 wurde er auch Mitglied des Bundesvorstands der FDP. Von 1974 bis 1999 war er Mitglied des Kreistags des Landkreises Birkenfeld. 1991 wurde er erstmals in den Landtag gewählt, legte sein Mandat jedoch kurz nach Beginn der Legislaturperiode nieder. Ab 1996 war er bis zu seinem Tod erneut Landtagsabgeordneter. 1999 war er Mitglied der 11. Bundesversammlung. Im Juni 1987 wurde er vom damaligen  Ministerpräsidenten Bernhard Vogel als Justizminister in dessen Kabinett berufen. Bis September 1999 behielt er dieses Amt (zum damaligen Zeitpunkt als dienstältester Minister des Landes) und war ab November 1998 unter Kurt Beck zugleich stellvertretender Ministerpräsident von Rheinland-Pfalz. 
Aufgrund seiner Erkrankung an ALS erklärte Caesar am 17. August 1999 seinen Rücktritt. Herbert Mertin wurde am 22. September 1999 zu seinem Nachfolger im Amt berufen.
Daneben war er Mitglied der Gewährträgerversammlung der Landesbank Rheinland-Pfalz, des Kuratoriums der Stefan-Morsch-Stiftung, des Kuratoriums der Friedrich-Naumann-Stiftung, der Villa Lessing – Liberale Stiftung Saar, im Vorstand des Tierschutzvereins Arche Noah, im Vorstand der Deutschen Gemmologischen Gesellschaft und im Stiftungsrat der Deutschen Stiftung Edelsteinforschung.

## Auszeichnungen
Kurz vor seinem Tod wurde er von Ministerpräsident Kurt Beck wegen seiner Verdienste zum Justizrat ernannt.
Seit dem 1. Juli 2003 trägt die Förderschule mit den Förderschwerpunkten ganzheitliche und motorische Entwicklung Idar-Oberstein den Namen „Peter-Caesar-Schule“.
In Trier trägt das Peter-Caesar-Haus der Starthilfe Trier e. V. seinen Namen.